# Philippe Dupouy
| Asteroides descubiertos: 2 | Asteroides descubiertos: 2 |
| -------------------------- | -------------------------- |
| (44263) Nansouty           | 28 de agosto de 1998       |
| (175726) Borda             | 29 de agosto de 1997       |

Philippe Dupouy (nacido en 1952) es un astrónomo aficionado francés.

## Semblanza
El Centro de Planetas Menores le acredita el descubrimiento de dos asteroides, realizados entre 1997 y 1998, ambos en colaboración con Frédéric Maréchal.
Además, en 1997 descubrió el cometa periódico C/1997 J2 (Meunier-Dupouy) en colaboración con Michel Meunier. Con este descubrimiento, fueron los primeros astrónomos aficionados en descubrir un cometa con la ayuda de un telescopio remoto.

## Eponimia
- El asteroide (214485) Dupouy[4] conmemora este descubrimiento.